# Гудієра повзуча
Гудіє́ра повзу́ча (Goodyera repens) — багаторічна рослина родини зозулинцевих. Вид занесений до Червоної книги України у статусі «Вразливий», також має охоронний статус у багатьох європейських країнах. Реліктова рослина й одна з небагатьох європейських орхідей, що зберігають зелене листя взимку. Маловідома декоративна і лікарська культура.

## Опис
Трав'яниста рослина 5-30 см заввишки, гемікриптофіт. Кореневище плагіотропне, шнуроподібне, розгалужене. Додаткові корені, що відходять від нього, нечисленні, розміщені в лісовій підстилці і не сягають мінерального шару ґрунту. Від 3 до 8 листків зібрані в розетку: вони видовжено-яйцеподібні або еліптичні, 1,8-3,5 см завдовжки, 1-2 см завширшки. Черешки цих листків завширшки 2-3 мм і такої ж довжини, як і листкові пластинки. Колір листя мінливий: у номінального різновиду він темно-зелений, у різновиду Goodyera repens var. ophioides уздовж жилок розташовані світлі плями, що утворюють сітчастий візерунок. Стеблові листки (2-3 штуки) дрібні, лінійно видовжені чи ланцетні.
Суцвіття — однобічний колос, 4-15 см завдовжки, складається з 7-36 дрібних квіток, розташованих по спіралі. Квітки двостатеві, зигоморфні, п'ятичленні, запашні, білі або кремово-білі, завширшки 3-7 мм. Листочки оцвітини запушені тонкими білими волосками. Губа завдовжки близько 4 мм. Плід — коричнева коробочка. Насіння надзвичайно дрібне, 1000 насінин важить лише 2 мг.
Число хромосом 2n = 30.

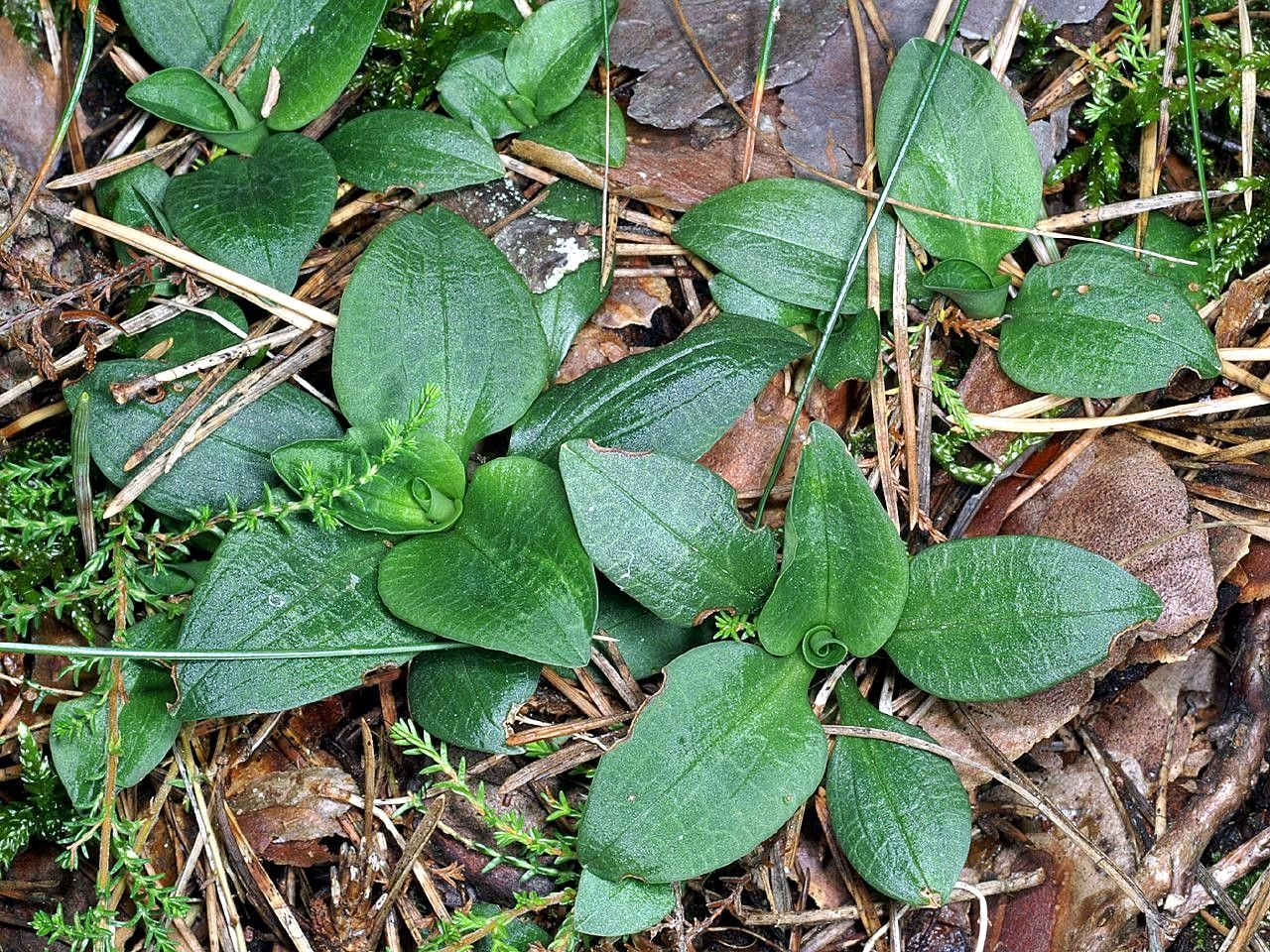
Листя різновиду repens
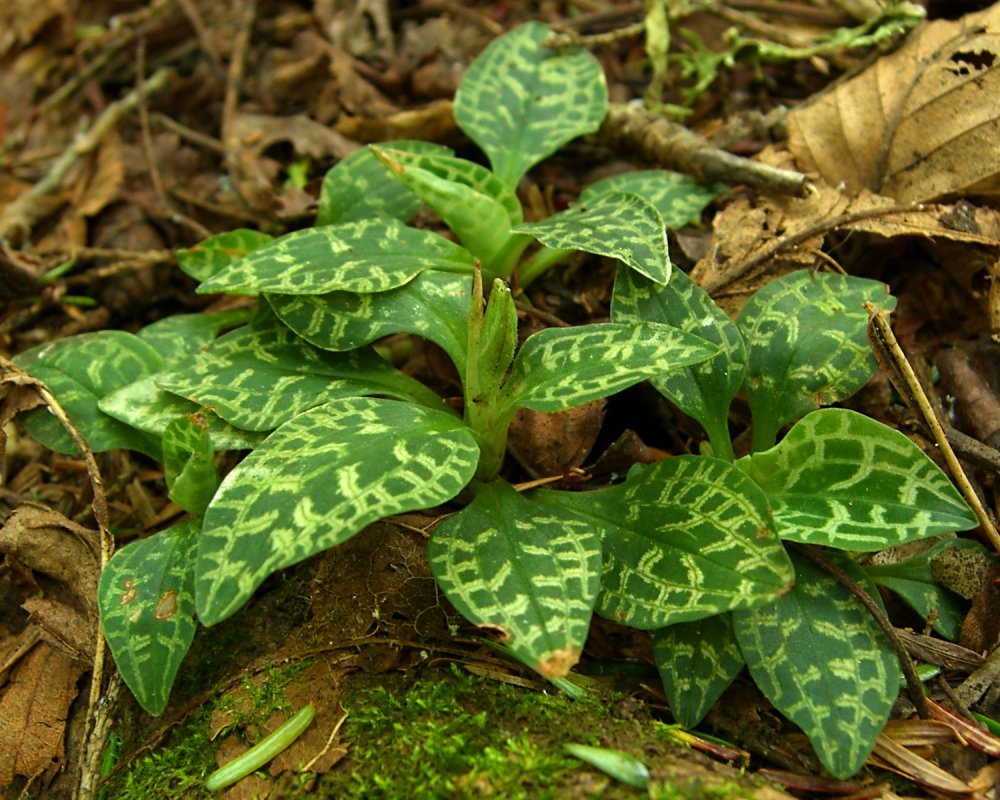
Листя різновиду ophioides
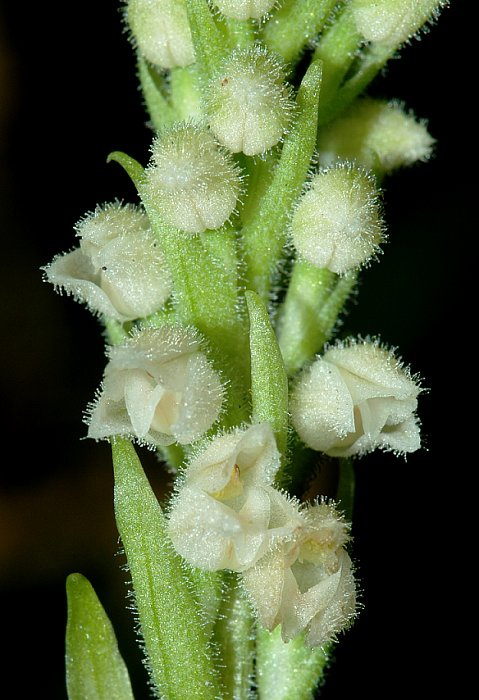
Квітки великим планом
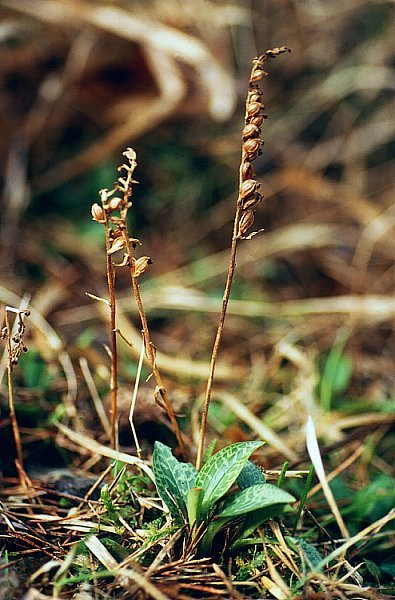
Плоди

## Екологія

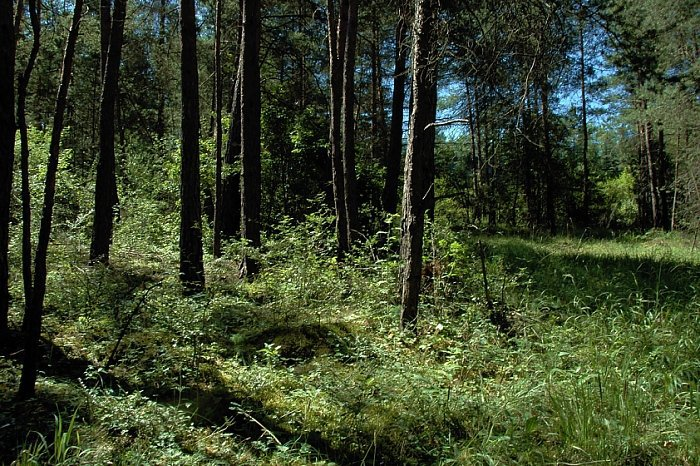
Типове оселище

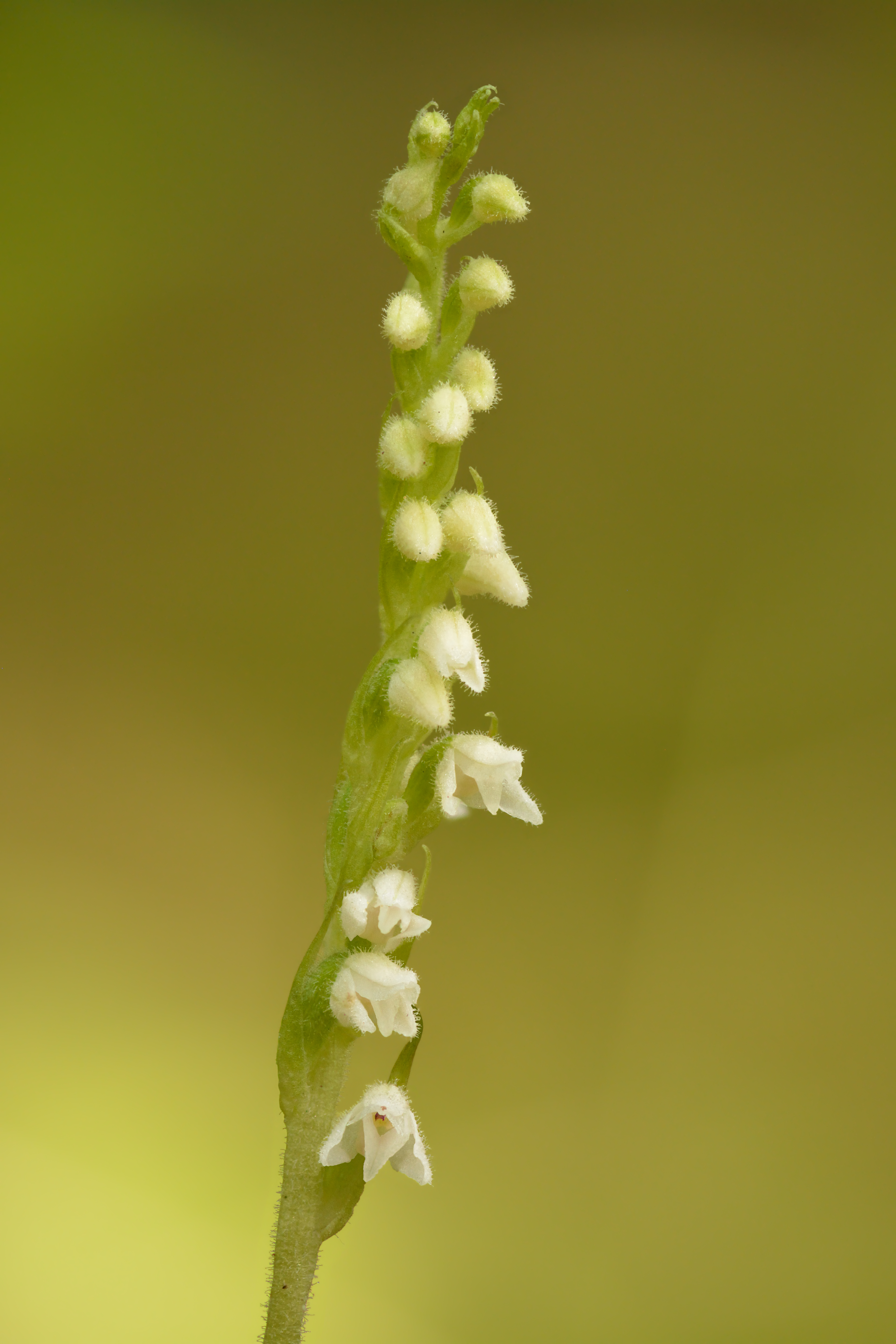
Суцвіття

Рослина морозостійка, тіньовитривала, помірно посухостійка, віддає перевагу свіжим кислим ґрунтам, особливо якщо вони влітку помірно сухі. Зростає у зрілих (віком понад 50 років) ялинових, соснових, модринових лісах. Зрідка може рости у листяних лісах, але, як правило, після заростання соснових борів листяними породами і перетворення лісу на мішаний швидко зникає. В горах підіймається до висоти 2000 м над рівнем моря.
Квітне у червні-серпні, плодоносить у вересні. Квіти запилюються джмелями. Розетки зимують і відмирають наступного року після цвітіння. Оскільки гудієра повзуча росте у густих лісах, де не буває відчутних поривів вітру, у неї виробилося пристосування для розповсюдження насінин. Насіння цього виду є чи не найлегшим у світі рослин, його здатен підхопити найменший рух повітря. Крихітні насінини не містять ендосперму, а зародок складається лише з невеликої групи клітин. Для проростання зародку не вистачає власних поживних речовин, тому він має бути обов'язково заражений симбіотичними грибами Ceratobasidium cornigerum або Rhizoctonia goodyera-repentis. Гіфи грибниці всмоктують поживні речовини з ґрунту і постачають їх зародку, що розвивається. Окрім насіннєвого можливе і вегетативне відтворення за допомогою повзучих кореневищ.

## Поширення
Ареал виду циркумполярний, тобто оперізує широкою смугою зону темнохвойних лісів в Євразії та Північній Америці. Від цього поясу по меридіональним лініям спостерігаються «відгалуження», які спускаються до тепліших зон Альп, Балкан, Карпат, Криму, Кавказу, Ірану, Малої та Середньої Азії, Гімалаїв, Корейського півострова та Японських островів.
Українські популяції розташовані в Карпатських і Кримських горах, а також в таких рівнинних районах як Розточчя, Полісся, північна і західна частина Поділля.

## Значення і статус виду
Вид занесений до Додатку ІІ Конвенції про міжнародну торгівлю видами дикої фауни та флори, що перебувають під загрозою зникнення (CITES), до Червоних списків Німеччини та Польщі. В Україні гудієра повзуча охороняється в Шацькому і Деснянсько-Старогутському національних парках, заповідниках «Розточчя», Ялтинському гірсько-лісовому, Поліському, Карпатському; вирощується в Національному ботанічному саду імені Миколи Гришка. Заходи з охорони також здійснюються в Угорщині.
Дрібні квіти цієї орхідеї надто непоказні, щоб приваблювати погляд, але декоративний ефект справляють зимуючі листки з оригінальним малюнком. Особливо екзотично зелень виглядає в холодну пору року. Зрідка в народній медицині використовують відвар листя для поліпшення апетиту і тамування зубного болю, а відвар кореневищ — для лікування хвороб сечового міхура.

## Систематика

### Підвиди
- Goodyera repens var. repens — листя темно-зелене;
- Goodyera repens var. ophioides Fernald — листя з сітчастим візерунком.

### Синоніми
| - Elasmatium repens (L.) Dulac - Epipactis chinensis (Schltr.) Hu - Epipactis mairei (Schltr.) Hu - Epipactis repens (L.) Crantz - Epipactis repens var. ophioides (Fernald) A.A.Eaton - Gonogona repens (L.) Link - Goodyera brevis Schltr. - Goodyera chinensis Schltr. - Goodyera mairei Schltr. - Goodyera marginata Lindl. - Goodyera nantoensis Hayata - Goodyera ophioides (Fernald) Rydb. - Goodyera pubescens var. repens (L.) Alph.Wood - Goodyera repens var. japonica Nakai - Goodyera repens var. marginata (Lindl.) Tang & F.T.Wang - Goodyera repens subsp. ophioides (Fernald) Á.Löve & W.Simon | - Goodyera repens f. ophioides (Fernald) P.M.Br. - Neottia repens (L.) Sw. - Orchiodes marginatum (Lindl.) Kuntze - Orchiodes repens (L.) Kuntze - Orchiodes resupinatum Kuntze - Orchis repens (L.) Eyster ex Poir. - Peramium nantoense (Hayata) Makino - Peramium repens (L.) Salisb. - Peramium repens var. ophioides (Fernald) A.Heller - Peramium secundum (Raf.) House - Satyrium hirsutum Gilib. - Satyrium repens L. - Serapias repens (L.) Vill. - Tussaca repens (L.) Raf. - Tussaca secunda Raf. |